# Perkebunan Amal Tani
Perkebunan Amal Tani is een bestuurslaag in het regentschap Langkat van de provincie Noord-Sumatra, Indonesië. Perkebunan Amal Tani telt 1698 inwoners (volkstelling 2010).